# Media montaña

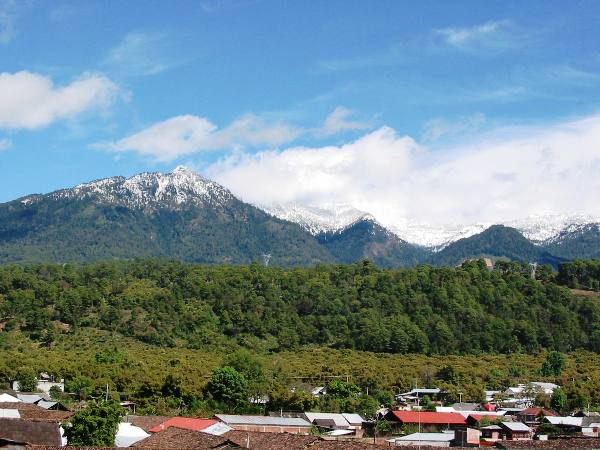
El Pico de Tancítaro (3840 msnm) es una media montaña y el punto más alto del estado mexicano de Michoacán.

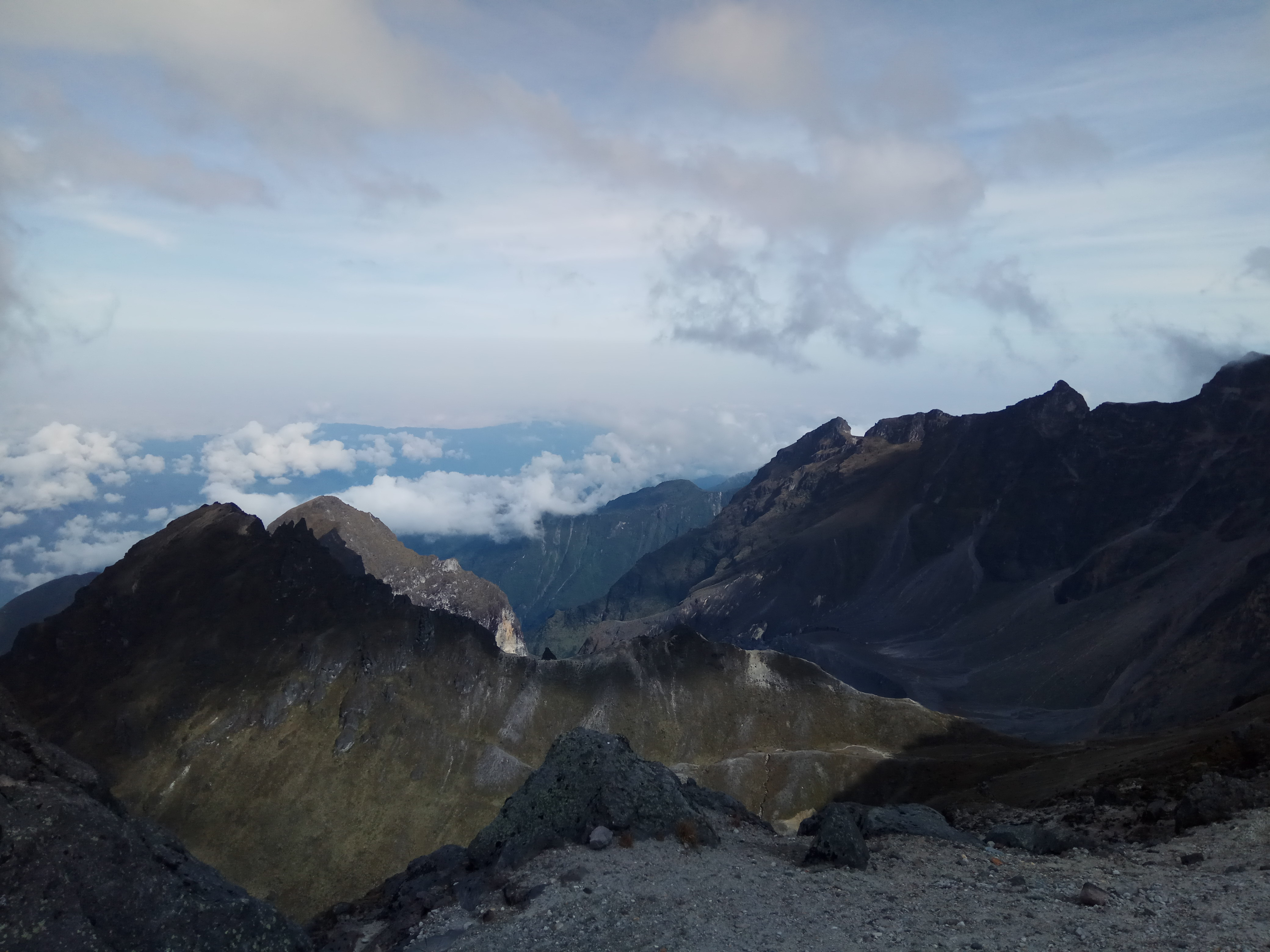
En Ecuador, la definición de media montaña incluye picos cercanos a los 5000 msnm, como el Rucu Pichincha (4794 msnm).

El término de media montaña tiene usos diferentes según la región a la que se aplique. En general, se usa para montes o montañas que presentan una altitud o bien una prominencia intermedia entre la baja montaña y la alta montaña.
En España, y por extensión en Europa, se definen como media montaña las cimas de una altitud de entre 1500 y 2500 m s. n. m. Existen senderos y veredas, pero no calles. Normalmente hay caída de nieve en la mitad fría del año. Las cimas pueden encontrarse por encima de la línea de los árboles, pero gran parte de los macizos se encuentra cubierta por bosques. Para los montañistas, el efecto de la presión atmosférica es mínimo, por lo que se excluyen en gran medida padecimientos como el mal de montaña. Algunos ejemplos son Peñalara (2428 m s. n. m.) y el Aitxuri (1551 m s. n. m.).
En México, la media montaña se refiere a cimas que se encuentran por debajo de los 4000 m s. n. m. y que, en las rutas de ascenso usuales, presentan un desnivel y un recorrido importante, a veces mayor o comparable a los de las denominadas altas montañas. El ascenso puede realizarse en uno o dos días, y las cimas se localizan por debajo o justo por encima del límite arbóreo. Algunos ejemplos de lo que se considera media montaña en México son el Ajusco (3930 m s. n. m.), el Cerro de Joco (3910 m s. n. m.) y el Cerro El Potosí (3713 m s. n. m.).